# 博爾巴赫河 (魯爾河支流)
51°25′39″N 7°20′45″E / 51.42750°N 7.34583°E

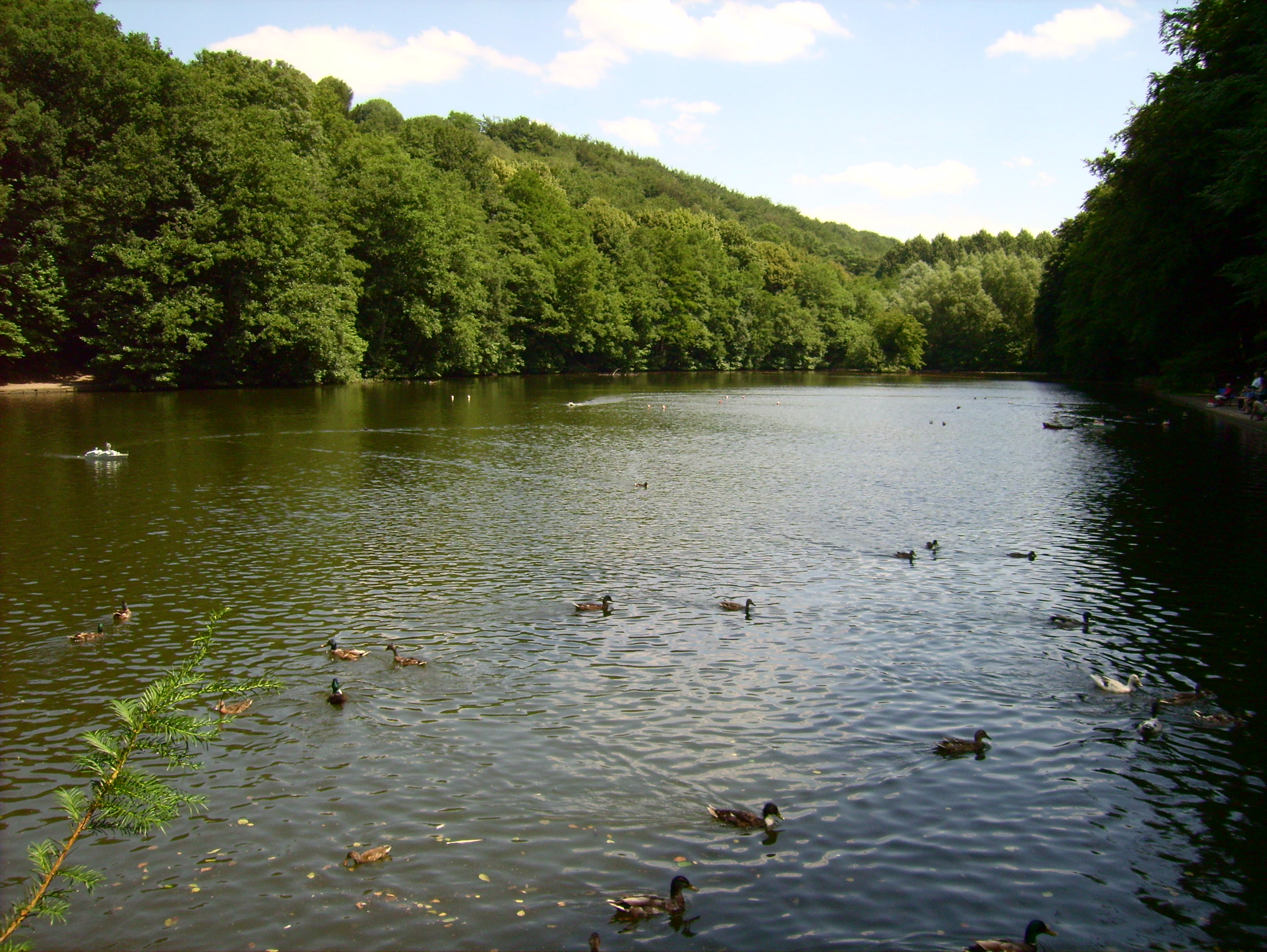

博爾巴赫河（德語：Borbach），是德國的河流，位於該國西部，流經北萊茵-威斯特法倫州，屬於魯爾河的右支流，河道全長7.3公里，流域面積7.2平方公里。